# Mindanao
Mindanao és la segona illa més gran de les Filipines, amb una extensió de 97.530 km² (la 19ª major illa del món) i una població de 21.968.174 habitants l'any 2010 (la 10ª illa més poblada del món). La ciutat principal de l'illa és Davao.
El nom també fa referència a un dels tres grups d'illes de l'arxipèlag filipí, juntament amb Luzon i les Visayas. El grup de Mindanao inclou l'illa homònima i, al sud-oest, l'arxipèlag de Sulu (Basilan, Jolo i Tawi-Tawi), juntament amb altres illes adjacents com Camiguín, Dinagat, Siargao, Samal i Sarangani.
Històricament l'illa ha estat de població musulmana. Actualment està composta per diversos grups ètnics tals com els maranaos i els tausugs. Contràriament a la creença comuna, Mindanao no va ser mai conquerida completament pels musulmans. De fet, la majoria de la població del nord de Mindanao, especialment la gent de Butuan, era animista abans que els convertissin al cristianisme.

## Etimologia
El nom "Mindanao" és una corrupció espanyola del nom del poble Maguindanao, el grup ètnic dominant al Sultanat de Magindanao al sud-oest de Mindanao durant el període colonial espanyol. El nom en si significa "gent del llac" (Lanao), encara que normalment es tradueix a "gent de les planes inundables" en les fonts modernes.

## Geografia
El relleu, predominantment muntanyós, culmina a l'Apo (2.953 m), volcà actiu prop de Davao. El clima és tropical, amb temperatures elevades i constants i pluges abundants tot l’any (27° pel gener, 27° pel juliol i 1.625 mm a Davao). El bosc dens cobreix les muntanyes, on viuen en estat primitiu els negrito, pigmeus d’origen incert. La població es concentra a les planes litorals i a les al·luvials de Cotabato i Davao.

## Subdivisions administratives
Administrativament, el grup d'illes de Mindanao està dividit en sis regions, les quals estan subdividides en un total de 25 províncies. Aquest grup inclou l'illa principal, les adjacents i l'arxipèlag de Sulu, al sud-oest. Les regions, amb les províncies respectives, són les següents:
- Península de Zamboanga o Regió IX, abans anomenada Mindanao Occidental. Situada a la península homònima, comprèn les províncies de Zamboanga del Nord, Zamboanga del Sud i Zamboanga Sibugay, i dues ciutats (Zamboanga i Isabela) que no formen part de cap altra província. La ciutat d'Isabela és l'únic territori que no pertany a l'illa de Mindanao pròpiament, sinó que és part de la de Basilan. El nou centre administratiu regional és Pagadian. Antigament, tota aquesta regió, que incloïa també l'arxipèlag de Sulu, era coneguda com a Zamboanga.
- Mindanao Septentrional o Regió X. Situada al nord de l'illa, comprèn les províncies de Bukidnon, Camiguín, Lanao del Nord, Misamis Occidental i Misamis Oriental, i les ciutats de Cagayan de Oro i Iligan. La província de Camiguín és una illa adjacent a la costa nord de Mindanao. El centre administratiu i la capital de la regió és la ciutat de Cagayan de Oro.
- Davao o Regió XI, abans anomenada Mindanao Meridional. Situada a la part sud-oriental de l'illa, comprèn les províncies de Davao del Nord, Davao Oriental, Davao del Sud i Vall de Compostela, a més a més de la ciutat de Davao. La regió s'estén al voltant del golf de Davao, que inclou l'illa de Samal, i a l'extrem sud comprèn també les illes Sarangani. La ciutat de Davao n'és el centre administratiu.
- SOCCSKSARGEN o Regió XII, abans anomenada Mindanao Central. Situada a la part centremeridional de l'illa, comprèn les províncies de Cotabato, Sarangani, Cotabato del Sud (que abans formava part de la Regió XI) i Sultan Kudarat, a més a més de les ciutats de Cotabato i General Santos. El seu nom és un acrònim format pel nom de les entitats integrants. La ciutat de Cotabato, voltada completament per la província de Maguindanao tot i que no en forma part, n'ha estat tradicionalment el centre administratiu. El nou centre administratiu de la regió és la ciutat de Koronadal.
- Caraga o Regió XIII. Situada a la part nord-occidental de l'illa, comprèn les províncies d'Agusan del Nord, Agusan del Sud, Surigao del Nord i Surigao del Sud. El centre administratiu n'és Butuan, a Agusan del Nord. La regió també inclou les illes adjacents a Surigao del Nord com ara Dinagat, Siargao i Bucas Grande.
- Regió Autònoma del Mindanao Musulmà (ARMM segons les sigles en anglès). L'ARMM és una regió especial que s'estén pels territoris poblats predominantment per musulmans i té el seu propi govern, a diferència de les altres regions de l'estat. Comprèn gairebé la totalitat de l'arxipèlag de Sulu (excepte la ciutat d'Isabela, que, tot i formar part de l'illa de Basilan, administrativament s'inclou a la regió de la Península de Zamboanga) i dues províncies més a l'illa de Mindanao. Les províncies de l'arxipèlag de Sulu són Basilan, Sulu i Tawi-Tawi (Basilan i Tawi-Tawi són les illes principals de les províncies respectives, mentre que la principal de Sulu és l'illa de Jolo), mentre que les situades a Mindanao són Lanao del Sud i Maguindanao. La ciutat de Cotabato, tot i no pertànyer pròpiament a l'ARMM, n'és el centre administratiu.

## Història

### Prehistòria
Els pocs coneixements que tenim procedeixen dels treballs arqueològics realitzats a les coves de Cotabato, que han permès descobrir, entre altres coses, urnes de ceràmica i de pedra calcària datades del segle VI. Canoes llargues probablement del segle IV es van trobar als voltants de Butuan, la qual cosa prova que les activitats d'alta mar en aquesta regió es podrien haver desenvolupat abans que altres regions d'Àsia.

### Període precolonial
A principis del segle xvi, Serif Kabungsuan de l'actual Malàisia va prendre el control de Mindanao després de casar-se amb la filla d'una família influent de l'illa. La presa de possessió de Mindanao per part de Serif Kabungsuan constitueix un esdeveniment seminal perquè és el segon acte de l'expansió de l'islam a les Filipines (després de la creació d'un sultanat a l'arxipèlag de Sulu el 1450).

### Colonització espanyola
És gairebé segur que Magallanes va fondejar a la desembocadura del riu Agusan l'any 1521. Es va marcar així l'inici de la colonització a tot l'arxipèlag que va durar fins al 1898, quan els Estats Units van prendre el control de Mindanao i de les Filipines en general
La colonització espanyola, tot i que ha durat diversos segles, mai es va estendre realment a tota l'illa. Els espanyols només van aconseguir establir-se permanentment en unes poques zones costaneres estretes com la província de Misamis Oriental al nord, així com alguns altres reductes (Zamboanga, Dapitan, la regió de Butuan i les fronteres del golf de Davao).

### Domini dels EUA
L'any 1903, l'administració nord-americana va fer un cens. L'illa llavors només tenia mig milió d'habitants. Aleshores l'illa estava poblada principalment per comunitats muntanyoses primitives, i una gran població musulmana a l'oest. A aquestes poblacions originals s'hi afegeix un petit assentament cristià a la província de Misamis Oriental i algunes comunitats japoneses, desenvolupant la cultura de l'abaca per a les cordes de la flota Imperial.
L'illa va ser completament pacificada pels americans només a partir dels anys 1913-1915. L'administració dels Estats Units procedeix llavors a la construcció de carreteres, i al sanejament de l'illa. Aquestes importants obres permetran la colonització de l'illa per part de poblacions cristianes de la resta de l'arxipèlag. Així, en vigílies de la Segona Guerra Mundial, l'illa comptava amb 1,8 milions d'habitants, contrastant així fort amb la subpoblació de principis del segle xx.

### Segona Guerra Mundial
El 19 de desembre de 1941, els japonesos van desembarcar a l'illa. Així comença una època molt difícil per als habitants de Mindanao. L'exèrcit japonès va ser responsable de molts taxes sobre la població, també es practiquen experiments mèdics abominables. Mindanao s'inclou a l'esfera de coprosperitat de la Gran Àsia oriental. Va ser alliberada el 1945 durant la batalla de Mindanao.

### Des de la independència
Bona part de la població de l'illa data de després de la Segona Guerra Mundial quan el sanejament de l'illa dut a terme pels serveis sanitaris de l'exèrcit nord-americà va permetre que la massa creixent de persones sense terra s'acumulés cap al "terra promesa" sobretot de Luzón. En efecte, el govern, ansiós per resoldre el problema agrari que llavors afectava el camp de Luzón, va encoratjar la migració de persones a Mindanao. De 1948 a 1960, al voltant d'1,2 milions de colons, la gran majoria d'origen cebuà, es van traslladar a Mindanao d'aquesta manera.

### Independentisme musulmà
Però el 1972, el violent aixecament dels musulmans, rebutjant el procés de colonització del qual van ser víctimes, va posar fi al moviment migratori cap a les províncies central i occidental marcades per la inseguretat. Des de llavors, a aquestes províncies amb una gran població musulmana se'ls va concedir l'autonomia interna el 1977. Tanmateix, el problema no està resolt, i no hi ha seguretat, perquè la rebel·lió musulmana encara és molt forta avui dia.
Després dels enfrontaments armats amb el grup islamista Maute a Marawi, el president Rodrigo Duterte va declarar la llei marcial a tota l'illa el 27 de maig de 2017.

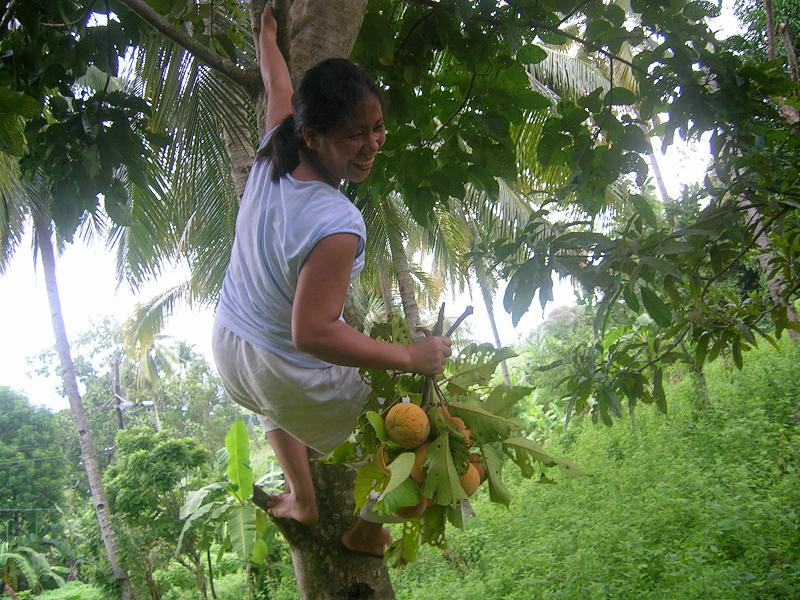
Dona a Zamboanga del Sud

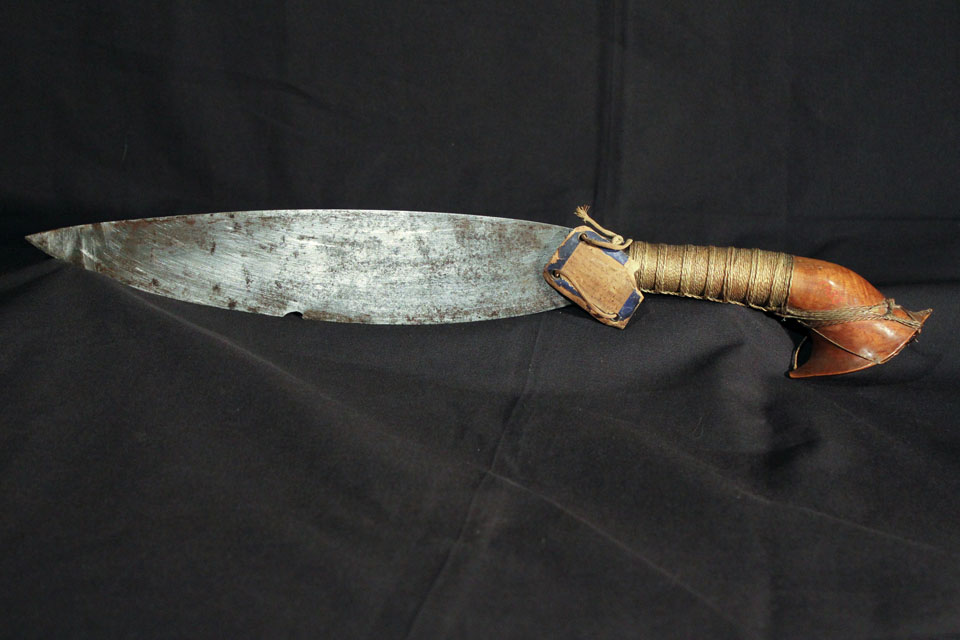
Ganivet Barong conservat a la Biblioteca Museu Víctor Balaguer

Diverses faccions musulmanes van emprendre una amarga lluita d'independència contra cinc segles d'ocupacions successives. Les forces espanyoles, nord-americanes, japoneses i filipines no han pogut posar fi al desig de la gent de Mindanao de separar-se de la resta de l'arxipèlag, en gran part de religió cristiana.
Com a conseqüència de dècades d'emigració cap a la regió, la majoria de la població de Mindanao és ara cristiana, cosa que desplau a molts musulmans desplaçats i pobres. Els musulmans continuen la seva lluita i sorgeixen moviments separatistes.
Des dels anys 60, la minoria musulmana lluita contra l'exèrcit. Està representat per diversos moviments les demandes dels quals són diferents. D'una banda, el Front Moro d'Alliberament Nacional (MNLF), sembla ser el més moderat que es troba actualment a la taula de negociacions. Des de 1969 fa campanya per un estat autònom a una part de Mindanao i a l'arxipèlag de Sulu, al sud de les Filipines. D'altra banda, el Front d'Alliberament Islàmic Moro, resultat de l'escissió amb el MNLF el 1984, reclama la independència de les regions musulmanes. Sembla que és més radical i es pot descriure com un moviment islamista. Finalment, Abu Sayyaf, també fruit d'una escissió amb l'MNLF el 1991, és també un moviment islamista radical proper a Al-Qaida.

## Economia
La pesca i l'explotació forestal són força importants. La indústria es dedica a la transformació de productes agrícoles, especialment copra i ananàs per a l'exportació. Hi ha indústria siderúrgica a Iligan.

## Curiositats
A la Biblioteca Museu Víctor Balaguer de Vilanova i la Geltrú es conserven diversos objectes de la cultura filipina provinents d'aquesta zona.